# Kościół Najświętszej Maryi Panny Królowej Polski w Naroście
Kościół Najświętszej Maryi Panny Królowej Polski w Naroście – katolicki kościół filialny zlokalizowany we wsi Narost w gminie Chojna, w powiecie gryfińskim (województwo zachodniopomorskie). Należy do parafii św. Antoniego z Padwy w Brwicach.

## Historia i architektura
Kościół powstał w 2. połowie XIII wieku. Jest budowlą jednonawową, orientowaną, murowaną z równo obrobionych kwadr granitowych. Nawa główna sytuowana jest na planie prostokąta o wymiarach 9 × 8,6 m, z przylegającym mniejszym prezbiterium o wymiarach 7,6 × 6 m, zamkniętym prostą ścianą. W zachodniej części nawy znajduje się wieża. W 1890 roku świątynia przeszła gruntowną przebudowę w stylu neogotyckim. Wymurowano wówczas obecne szczyty, gzyms podokapowy i górną część wieży, przemurowano oryginalne okna i wymieniono wyposażenie. Budowla jest nieotynkowana.
Kościół posiada dwa portale: trójuskokowy w ścianie zachodniej i dwuuskokowy w ścianie południowej. Wszystkie obecne okna zostały poszerzone lub wybite na nowo podczas neogotyckiej przebudowy i obmurowane cegłą. Trzy okna znajdujące się w elewacji wschodniej umieszczone są w ostrołukowej wnęce, łączącą się od góry z wnęką w szczycie, ozdobioną trzema ostrołukowymi blendami. W ścianach nawy i w prezbiterium widoczne są ślady zamurowanych pięciu pierwotnych, ostrołukowych okien.
Wnętrze kościoła nakryte jest stropem belkowanym. Wewnątrz zachowała się bogato zdobiona roślinnym ornamentem drewniana ambona z 1712 roku, pochodząca z warsztatu H.B. Hatternkerella z Morynia, dwa epitafia z 1710 i 1745 roku oraz neogotycka chrzcielnica. Zachowała się także drewniana empora chórowa z tyłu kościoła oraz drewniane stalle w bocznych ścianach chóru kapłańskiego. W wykonanym z drewna ołtarzu głównym znajduje się kopia obrazu Matki Bożej Częstochowskiej, ponad nim umieszczony jest rzeźbiony krucyfiks. Na wieży zawieszone są trzy dzwony: jeden XIV-wieczny i dwa XIX-wieczne.
Po II wojnie światowej kościół został poświęcony jako świątynia katolicka w dniu 17 kwietnia 1946 roku przez księdza Tadeusza Sorysa.
Kościół otoczony jest terenem cmentarza z neogotyckim kamiennym murem, w którym znajdują się wykonane z cegły bramki. W jego obrębie do północnej ściany prezbiterium przylega mniejszy, otoczony ceglanym murem cmentarzyk, z zachowanymi kilkoma nagrobkami. Na cmentarzu znajduje się kamień poświęcony poległym w I wojnie światowej mieszkańcom wsi, przerobiony na podstawę kapliczki.